# 曾翙翔
曾翙翔，中华人民共和国政治人物、全国脱贫攻坚先进个人。

## 生平
曾翙翔任生前为宿州市埇桥区支河乡路湖村扶贫专干，宿州市第一人民医院团委副书记。因在脱贫攻坚战中作出突出贡献，2021年2月25日全国脱贫攻坚总结表彰大会上，曾翙翔被授予“全国脱贫攻坚先进个人”。